# محمد ظفر الله خان
محمد ظفر الله خان (اردو: محمد ظفر اللہ خان؛ ۶ فوریهٔ ۱۸۹۳ – ۱ سپتامبر ۱۹۸۵) سیاستمدار اهل هند بود.